# 町谷本太線

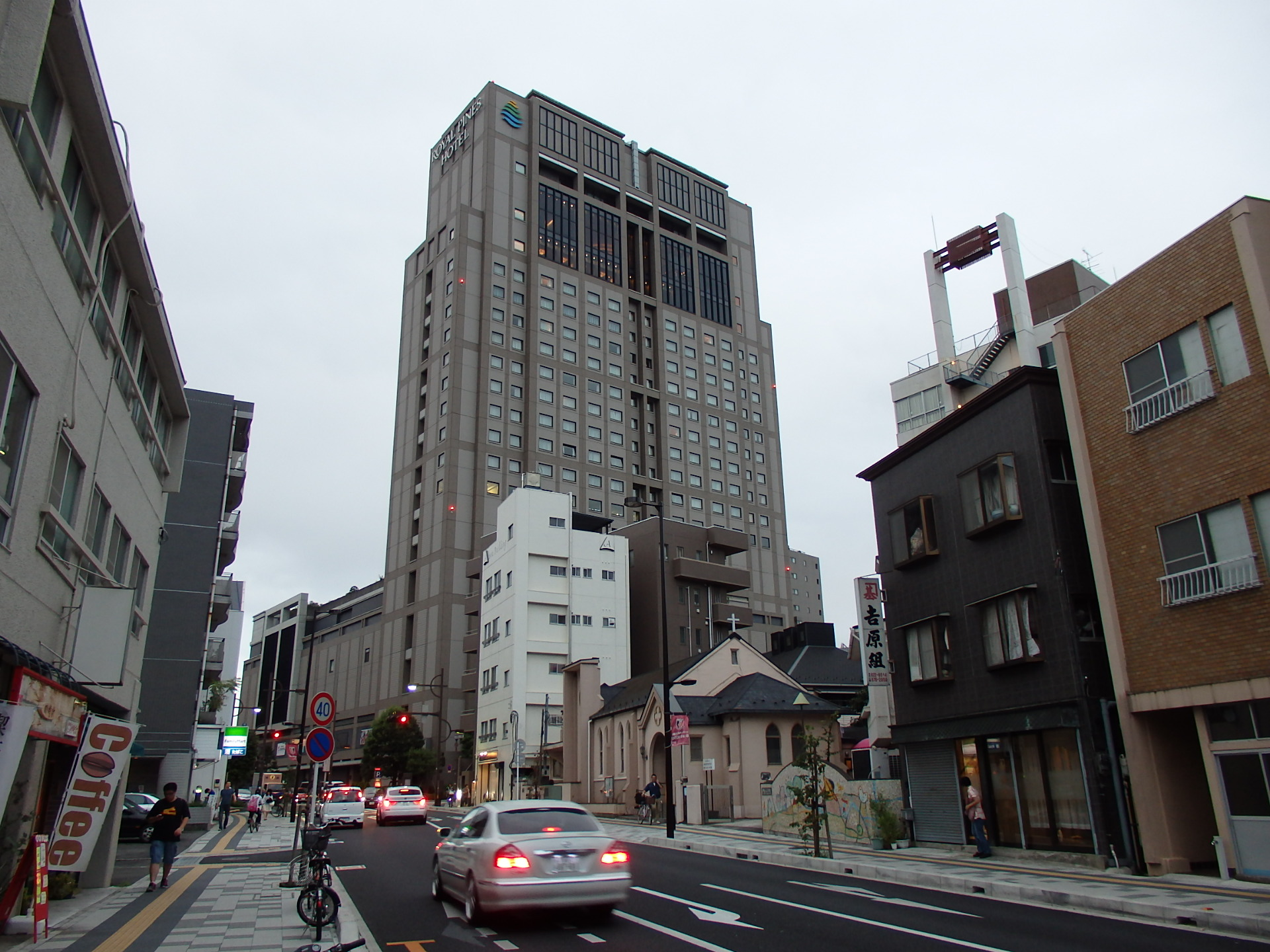
市役所通り（浦和区仲町）

町谷本太線（まちやもとぶとせん）は、埼玉県さいたま市桜区西堀五丁目の町谷四丁目交差点（国道17号新大宮バイパス交点）と同市浦和区本太五丁目の本太坂下交差点（国道463号越谷浦和バイパス交点）を東西に結ぶ都市計画道路である。通称は市役所通り。

## 概要
1963年（昭和38年）8月12日に都市計画決定した路線。未開通区間だった桜区西堀から中央区大戸の大戸中通り交点までの区間は2018年1月31日に開通し、開通済みで整備中（拡幅整備）の区間は国道463号現道（越谷街道）区間のうち終点側約半分。武蔵野線の大宮支線を越えて最初の交差点から仲町交差点（国道463号現道（旧中山道）、県道65号さいたま幸手線（旧中山道）交点）まで（市道）は「市役所通り」と呼ばれ、仲町交差点以東は国道463号現道の一部であり「越谷街道」と呼ばれている。
また、新大宮バイパスから西の大谷場高木線までの区間も本道路と一体的に拡幅整備されたが、この区間はさいたま市道B292号線である。鴻沼工区が完成した当時は新開通りまでの暫定供用としたが、2019年3月28日に、大谷場高木線の一部区間の開通に伴い、新開通りから大谷場高木線までの区間を延伸して整備が完了した。この開通により、さいたま市役所から桜区役所までは一本の道で結ばれた。
浦和駅周辺の渋滞を解消するために4車線の環状道路（田島大牧線・産業道路・道場三室線・新大宮バイパス）を整備しており、ちょうどその中央に位置する路線である。すべてが完成すると国道17号も含め、市街地を「田」の字型に道路がめぐるようになる。

## 沿革
- 2005年（平成17年）4月11日 - 鯛ヶ窪橋区間が開通。東詰には市営鯛ヶ窪墓地（主にかつての浦和監獄管轄）があり、200世帯の墓が市営青山苑墓地に移転され着工した。
- 2006年（平成18年）
  - 春 - 埼玉県道165号大谷本郷さいたま線との交差点から西堀二丁目地点まで開通。
  - 12月 - 町谷四丁目交差点（東側）部分が完成。それまでは交差点部分だけ狭かった。
- 2008年（平成20年） - 本太の越谷街道の高砂仲町線交差点から本太一丁目境界までが開通。
- 2014年（平成26年）
  - 11月10日 - 越谷街道の本太一丁目境界から本太五丁目境界まで開通。
  - 秋 - 市役所通り区間である国道17号から浦和ロイヤルパインズホテル北西角までの歩道および路面の美装化を開始。
- 2015年（平成27年）2月28日 - 国道17号から浦和ロイヤルパインズホテル北西角までの歩道および路面の美装化が完了。
- 2018年（平成30年）1月31日 - 西堀から大戸中通り交点（鴻沼工区）までが開通[3][4]。

## 交差する主な道路
| 交差する道路                         | 交差点名         | 所在地     | 所在地 |
| ------------------------------------ | ---------------- | ---------- | ------ |
| 国道17号（新大宮バイパス）           | 町谷四丁目       | さいたま市 | 桜区   |
| 県道165号大谷本郷さいたま線          |                  | さいたま市 | 桜区   |
| （大戸中通り）                       |                  | さいたま市 | 中央区 |
| 国道17号 国道463号                   | さいたま市役所前 | さいたま市 | 浦和区 |
| （坂下通り）                         |                  | さいたま市 | 浦和区 |
| 埼玉県道65号さいたま幸手線 国道463号 | 仲町             | さいたま市 | 浦和区 |
| 高砂仲町線                           | 浦和駅東口北     | さいたま市 | 浦和区 |
| 国道463号（越谷浦和バイパス）        | 本太坂下         | さいたま市 | 浦和区 |

## 交差する主な鉄道・河川
- 東日本旅客鉄道（JR東日本）東北新幹線（上野駅 - 大宮駅間）、埼京線（中浦和駅 - 南与野駅間）
- 鴻沼川（新上の宮橋）
- 東日本旅客鉄道武蔵野線大宮支線（別所信号場 - 与野駅間） - 鯛ヶ窪橋（シェルター上部に架橋）
- 東日本旅客鉄道京浜東北線（浦和駅 - 北浦和駅間）、宇都宮線・高崎線・湘南新宿ライン（浦和駅 - さいたま新都心駅間）

## 沿線の主な施設
- さいたま市立土合小学校
- 西堀高沼公園
- さいたま市役所・浦和区役所
- 埼玉県知事公館
- 麗和幼稚園
- 常盤公園
- ロイヤルパインズホテル浦和・うらわ美術館
- 浦和本太郵便局
- さいたま市立本太小学校
- さいたま市立仲本小学校